# جوسبيني
جوسبيني، (بالإنجليزية: Guspini)‏، (سردينيا: Gùspini) هي بلدية ومدينة يسكنها حوالي 12000 نسمة في غرب سردينيا (إيطاليا)، في مقاطعة جنوب سردينيا. تقع على بعد 62 كم (39 ميل) من العاصمة كالياري و 14.6 كم (9.1 ميل) من محطة السكك الحديدية، في سان جافينو مونريال.

## السكان
في سنة 1861 بلغ عدد السكان 4٬799 نسمة، وتطور العدد ليصل في سنة 2011 لـ 12٬272 نسمة.
يظهر هذا المخطط البياني تطور النمو السكاني لـ جوسبيني